# Luftpost
 "Par Avion" omdirigeres hertil. For andre betydninger af Par Avion, se Par Avion (flertydig).
Luftpost (internationalt: Par Avion) er en tidligere postal serviceydelse, hvor post mod ekstra betaling sendtes med flyvemaskine på størstedelen af strækningen mellem afsender og modtager af posten.
Luftpost som almindeligt begreb har eksisteret siden mennesket begyndte at træne fugle til at levere breve over længere afstande. Brevduer blev som regel benyttet til den tidligste form for luftpost.
Den første officielle luftpostbefordring mellem to byer fandt sted den 18. februar 1911 under en kunst- og handelsudstilling i Indien. Den unge franske pilot Henri Pequet transporterede cirka 6.500 breve fra udstillingsområdet i Allahabad til Naini omkring otte kilometer væk. Henri Pequet var omkring 13 minutter om at tilbagelægge strækningen i sit biplan "Sommer". Brevene fra denne flyvning blev afstemplet med teksten: "First Aerial Post, U. P. Exhibition Allahabad 1911".
I Danmark indførtes luftpost indenrigs i 1911 og til udenlandske destinationer i 1920.
Der blev udgivet særlige luftpostfrimærker, som kun måtte påklæbes luftpostforsendelser. De første af denne slags blev udgivet i 1917 i Italien.
Siden slutningen af 1980'erne er man internationalt gået bort fra at tilbyde særskilt forsendelse via luftpost, da moderne logistikløsninger i de fleste tilfælde også muliggør en hurtig transporttid over land.

## Formodede første postflyvning i Europa
Den første postflyvning i Europa fandt formodentlig sted mellem Middelfart og Fredericia den 27. august 1911 .
Flyvningen blev foretaget af piloterne Robert Svendsen og Severinsen.